# سنت کارا (فیلم)
«سنت کارا» (عبری: קלרה הקדושה‎) یک فیلم به کارگردانی آری فولمن است که در سال ۱۹۹۶ منتشر شد.